# عزت الجاهلي
عزت الجاهلى (7 يناير 1922 - 6 ديسمبر 1987) هو ملحن وممثل مصري.

## حياته ونشاته
- عزت عبد العزيز حسن الجاهلي ملحن وموسيقي مصري من مواليد 1901.[2]
- هو ابن الممثل عبد العزيز الجاهلي، وجده الموسيقار حسن الجاهلي.
- يعد أول عازف آلة كمان مصري.
- احترف عزت الجاهلى التمثيل في أول حياته.

## مسيرته
بدأ حياته الفنية الموسيقية ملحن في فرقة بديعة مصابنى وكان يقوم بالغناء في الفرقة نفسها وأمامها إبراهيم حمودة ومحمد عبد المطلب وفريد الأطرش •
• من أشهر البرامج الإذاعية التى لحنها عزت الجاهلى :
- برنامج دندرمة
- مدينة الملاهى
- برنامج رمسيس
- برنامج تفاريح رمضان وافراح سعيدة من أهم الفقرات التى كان يلحنها الفنان عزت الجاهلى بصفة خاصة المونولوجات الفكاهية الإنتقادية التى كان يؤديها سيد سليمان وإسماعيل ياسين وفتحية شريف وثريا حلمي ومحمد الجنيدي وتيتا صالح وسعاد أحمد ومحمد كامل ومحمود شكوكو.
- ظل عزت حتى الرمق الأخير يؤدى واجبه كملحن وعضو في لجنة الاستماع بالإذاعة.[5]

## أعماله

### أغانيه[6]
- واحده واحده يابسكليته (دويتو) شادية
- عجبي على الخدين صالح عبد الحي
- يا دي الهنا (دويتو) شادية
- على مهلك ليلى مراد
- ياسارقني برموش العين ليلى مراد
- شوف الجنة من غناء هند علام
- محمد عبد المطلب في حبيتك وبحبك - احنا الثوار - يافتاح
- لوردكاش في حبيبى فين
- كمال حسني في فرحة حبى
- فتحية أحمد في امانة ياروضه
- كارم محمود في اكتب يازمان
- إسماعيل ياسين في العجوز - أصلى مؤدب - الدنيا تياترو - ميمى وفيفى - خير الكلام - خيرات رمضان
- سيد إسماعيل - فينك ياجميل
- برلنتي - يالايم ده الهوى قاسى
- إبراهيم حمودة - ياسامع قلبى

### برامج غنائيه
- مدينة الملاهى غناء محمد رشدى وشكوكو وحورية حسن وغيرهم
- زارع المعروف غناء مديحه عبدالحليم واسماعيل شبانه
- تفاريح رمضان غناء محمد قنديل وشفيق جلال وغيرهم
- دندورما
- برنامج رمسيس

### تمثيل
- فيلم دليلة مع عبد الحليم حافظ - 1956

- نور عيوني 1954 - ملحن الاستاذ علي - فيلم

- العزيمة 1939- فيلم

- مخزن العشاق 1933 - فيلم

### موسيقى افلام
- صاحب الجلالة الحب 1983 - مسلسل الألحان

- حكاية الدكتور مسعود 1979 - مسلسل اذاعي الألحان

- بديعة مصابني 1975 - فيلم الألحان

- إمتثال 1972 - فيلم ألحان

- حالة حب 1967 - مسرحية ألحان

- اقتلني من فضلك 1965 - فيلم ألحان استعراض الحلم

- جسر الخالدين 1960 - فيلم ألحان

- أحلام البنات 1959 - فيلم الألحان

- بياعة الورد 1959 - فيلم تلحين أغنية "حلاوة زمان"

- حب ودلع 1959 - فيلم تلحين أغنيتي "يا معجباني" و "حب ودلع"

- المتهم 1957 - فيلم موسيقى الرقصة

- إسماعيل يس يقابل ريا وسكينة 1955 - فيلم الألحان

- سيجارة وكاس 1955 - فيلم الألحان

- عصافير الجنة 1955 - فيلم الألحان

- كيلو ٩٩ 1955 - فيلم الألحان

- ليالي الحب 1955 - فيلم ألحان الأغاني

- أبو الدهب 1954 - فيلم ألحان

- بنت الجيران 1954 - فيلم الألحان

- خطف مراتي 1954 - فيلم ملحن أغنية "أنت السبب"

- دستة مناديل 1954 - فيلم تلحين اغان

- عفريتة إسماعيل يس 1954 - فيلم تلحين استعراض الفرح البلدي

- نور عيوني 1954 - فيلم ألحان الأغاني

- ابن ذوات 1953 - فيلم الألحان

- اللص الشريف 1953 - فيلم الألحان

- بين قلبين 1953 - فيلم الألحان

- دكتور بالعافية 1953 - فيلم تلحين أغنية "الزوجة الخرساء"

- دهب 1953 - فيلم الألحان

- لسانك حصانك 1953 - فيلم تلحين الإستعراضات

- مليون جنيه 1953 - فيلم الألحان

- الإيمان 1952 - فيلم الألحان

- النمر 1952 - فيلم تلحين استعراض الجرايد

- آمنت بالله 1952 - فيلم تلحين أغنية "أطفال الروضة"

- بشرة خير 1952 - فيلم تلحين أغنية "أنا خايفة"

- بيت النتاش 1952 - فيلم ألحان

- قليل البخت 1952 - فيلم ألحان الأغاني

- المعلم بلبل 1951 - فيلم الألحان

- فايق ورايق 1951 - فيلم تلحين أغنيتي"اتمخطر يا لولو" و "كان بدري عليك"

- في الهوا سوا 1951 - فيلم الألحان

- ليلة غرام 1951 - فيلم تلحين الرقصة

- البطل 1950 - فيلم الألحان

- المليونير 1950 - فيلم الألحان

- بابا عريس 1950 - فيلم الألحان

- شاطئ الغرام 1950 - فيلم تلحين الاستعراض

- معلهش يا زهر 1950 - فيلم ألحان

- ست البيت 1949 - فيلم تلحين ديالوج "انت يا انت"

- كلام الناس 1949 - فيلم الألحان

- اليتيمتين 1948 - فيلم الألحان

- القاهرة بغداد 1947 - فيلم الألحان

- خاتم سليمان 1947 - فيلم ألحان الأغاني

- غدر وعذاب 1947 - فيلم الألحان

- دايماً في قلبي 1946 - فيلم الألحان

- ضحايا المدنيّة 1946 - فيلم الألحان

- عودة طاقية الإخفاء 1946 - فيلم الألحان والموسيقى التصويرية

- ليلى بنت الأغنياء 1946 - فيلم الألحان

- البني آدم 1945 - فيلم الألحان

- قصة غرام 1945 - فيلم الألحان

- من الجاني 1944 - فيلم تلحين المونولوج

- علي بابا والأربعين حرامي 1942 - فيلم الألحان

- لو كنت غني 1942 - فيلم تلحين الأغاني

- ألف ليلة وليلة 1941 - فيلم الألحان

- مصنع الزوجات 1941 - فيلم الألحان

- حياة الظلام 1940 - فيلم تلحين أغنية "كل شئ جميل"

- العز بهدلة 1937 - فيلم الألحان

- خفير الدرك 1936 - فيلم الموسيقى والألحان

- كله إلا كده 1936 - فيلم الألحان والموسيقى التصويرية

- الدكتور فرحات 1935 - فيلم الألحان

## وصلات خارجية
- عزت الجاهلي على موقع IMDb (الإنجليزية)
- عزت الجاهلي على موقع IMDb (الإنجليزية)
- عزت الجاهلي على موقع الدهليز
- عزت الجاهلي على موقع قاعدة بيانات الأفلام العربية